# Euphorbia analalavensis
Euphorbia analalavensis es una especie de arbusto o pequeño árbol con tallos suculentos perteneciente a la familia Euphorbiaceae.

## Distribución y hábitat
Es endémica de Madagascar, las Comoras y Seychelles. Su hábitat natural son los bosques secos tropicales y subtropicales y las áreas rocosas. Está tratada en situación de pérdida de hábitat.

## Taxonomía
Euphorbia analalavensis fue descrito por Jacques Désiré Leandri y publicado en Adansonia: recueil périodique d'observations botanique, n.s. 6: 346. 1966.
Etimología
Euphorbia: nombre genérico que deriva del médico griego del rey Juba II de Mauritania (52 a 50 a. C. - 23), Euphorbus, en su honor – o en alusión a su gran vientre – ya que usaba médicamente Euphorbia resinifera. En 1753 Carlos Linneo asignó el nombre a todo el género.
analalavensis: epíteto